# 4096 (số)
4096 (bốn nghìn không trăm chín mươi sáu) là một số tự nhiên ngay sau 4095 và ngay trước 4097. 4096 là một số bình phương hoàn hảo.
{\displaystyle {\sqrt {4096}}=64}
{\displaystyle {\displaystyle {\sqrt[{3}]{4096}}}=16}